# Чёрное (озеро, Докшицкий район)
Чёрное (бел. Чо́рнае) — озеро в Докшицком районе Витебской области Белоруссии. Относится к бассейну реки Поточанка.

## Описание
Озеро Чёрное расположено в 26 км от города Докшицы, в 1 км к югу от деревни Замошье, на границе с Мядельским районом Минской области.
Площадь зеркала составляет 0,28 км², длина — 0,66 км, наибольшая ширина — 0,64 км. Длина береговой линии — 2,04 км. Наибольшая глубина — 2,4 м, средняя — 1,4 м. Объём воды в озере — 0,38 млн м³. Площадь водосбора — 5,9 км².
Котловина остаточного типа, округлой формы. Склоны невыраженные. Береговая линия ровная. Берега в основном низкие, сплавинные, заболоченные. Мелководье широкое, торфянисто-илистое. На глубине дно выстелено сапропелистое.
Минерализация воды составляет 0,5 м, прозрачность — до дна. Озеро дистрофирует и к настоящему времени полностью заросло. К восточной части примыкает мелиорационный канал, сообщающийся с рекой Поточанка.
В озере обитают карась, линь, окунь, плотва и другие виды рыб.